# Castin
Castin är en kommun i departementet Gers i regionen Occitanien i sydvästra Frankrike. Kommunen ligger i kantonen Auch-Nord-Ouest som tillhör arrondissementet Auch. År 2022 hade Castin 345 invånare.

## Befolkningsutveckling
Antalet invånare i kommunen Castin
Referens:INSEE